# Lasik Roitschwantz mozgalmas élete
A Lasik Roitschwantz mozgalmas élete Ilja Grigorjevics Ehrenburg 1928-ban megjelent pikareszk regénye.
Azt lehetne mondani, hogy Lasik mozgalmas élete egy meggondolatlan sóhajtással kezdődött. Sokkal jobb lett volna, ha nem sóhajtott volna.
A mese: Lasik Roitschwantz útja Homelből Palesztínába.
Lasik Roitschwantz mozgalmas kalandjai Európában kezdődnek és Palesztinában végződnek. A történet során a kis zsidó szabó igyekszik megfelelni környezetének. Időnként nem tiltakozik, máskor viszont összeszedi a minden bátorságát. Akárhogyis: mindig balul sülnek el dolgai.
Ezt a regényt ma is keserű szatíraként olvashatjuk, hiszen a bürokráciáról, a hivatalnokok megvesztegethetőségéről, a mindenféle visszaéléseikről szól. Nagyon ismerős mindenki előtt ez a világ. Minden időben igaz a történet, hiszen Lasik Roitschwantz példázatai a bibliai időktől a mai napig igazak. A kis zsidó szabó anekdotái, meséi, rejtélyes mondatai a mai olvasónak is igazat mondanak.
Általában pompás élete van a zsidóknak ezen a zsidó földön. Csak azt nem tudom, hol fogok meghalni: itt emellett a kerítés, vagy a másik mellett?

## Kiadások
- Илья Эренбург: Бурная жизнь Лазика Ройтшванеца: Москва: Олимп, 1991 ISBN 5-265-02271-6

### Magyarul
- Lasik Roitschwantz mozgalmas élete; ford. Goda Gábor; Kosmos, Bp., 1933
- Lasik Roitschwantz mozgalmas élete; ford. Goda Gábor; Téka, Bp., 1988 (Téka könyvek)
  - Az 1933-ban kiadott mű reprintje. Függelékben az eredeti kiadásból kihagyott rész pótlása.